# Aleucanitis catocalis
Aleucanitis catocalis là một loài bướm đêm trong họ Noctuidae.